# Seitenberg
Seitenberg je naselje v Občini Trg v Okraju Trg na Koroškem v Avstriji.